# قطاع الكهرباء في العراق

إمدادات الكهرباء في العراق حسب المصدر

يعتمد توليد الكهرباء في العراق بشكل أساسي على الوقود الأحفوري. في عام 2022، كان الغاز الطبيعي المصدر الأكبر بنسبة 50.4% من الإجمالي، يليه النفط بنسبة 47.6%. ساهمت الطاقة المتجددة، وخاصةً الطاقة الكهرومائية، بنسبة 2%. اعتبارًا من 2023، فإن 30 جيجاوات (جيجاوات) من القدرة المركبة لا يمكنها تلبية الطلب الأقصى في الصيف.
في عام 2021، استحوذ القطاع السكني على الجزء الأكبر من استهلاك الكهرباء في العراق، حيث استهلك 65٪ من الإجمالي. يليه قطاع الخدمات التجارية والعامة بنسبة 21.6٪، ثم الأنشطة الصناعية بنسبة 11.2٪. أما قطاع الزراعة والغابات، فكانت حصته الأقل، حيث بلغت 2.2٪ فقط.
وقال مسؤولون في وزارة الطاقة الأميركية إن الطلب على الكهرباء مدفوع بالنمو الاقتصادي وزيادة مشتريات المستهلكين من الأجهزة الإلكترونية. بالإضافة إلى ذلك، تُدعم الكهرباء في العراق، مما يؤدي إلى زيادة الطلب.
بسبب ضعف الشبكة والمشاكل المؤسسية، يستخدم العديد من المستهلكين مولدات صغيرة أو ألواح شمسية على الأسطح.

## تاريخ
دخلت الكهرباء إلى العراق لأول مرة في عام 1917 حيث رُكِّبَت أول آلة كهربائية في مبنى "خان دلة".
قبل حرب الخليج، كانت القدرة الإجمالية المُركّبة لتوليد الكهرباء 5100 ميغاواط، وانخفضت إلى حوالي 2300 ميغاواط بعد حرب الخليج. كان حوالي 87% من السكان يحصلون على الكهرباء. ومع ذلك، فقد أثّر مزيج من الحروب والعقوبات والنهب والتخريب بشدة على البنية التحتية لنظام الطاقة بأكمله في العراق.
خلال حرب الخليج عام 1991، لحقت أضرار جسيمة بمنظومة الكهرباء. وخرجت عدة خطوط نقل من الخدمة، وتضررت محطات الكهرباء الفرعية . وفي حين أُصلحت بعض أضرار حرب 1991، وتوافرت حوالي 4500 ميغاواط من قدرة التوليد في عام 1999 عندما أعاد العراق تنظيم قطاع الكهرباء. وفُصل القطاع عن وزارة الصناعة، وأُنشئت هيئة الكهرباء في 21 يونيو 1999. وبحلول نهاية عام 2002، أصبحت حوالي 4500 ميغاواط من قدرة التوليد متاحة، إلا أن إمدادات الطاقة ظلت غير كافية وغير موثوقة. وتكرر انقطاع التيار الكهربائي المبرمج وانقطاعات التيار الكهربائي غير المخطط لها.

### ما بعد حرب 2003
ورغم أن نظام الطاقة لم يتأثر بشكل كبير بالصراع الأخير، فقد انخفضت القدرة إلى حوالي 3300 ميجاواط بسبب مجموعة من الأعطال الإضافية ونقص قطع الغيار وانقطاع دورات الصيانة الرئيسية.
إن التوازن بين توليد الطاقة مقابل الطلب كما ورد في تقرير مكتب عقود المشاريع الائتلافية (الوكالة المسؤولة عن مشاريع الائتلاف بعد سلطة الائتلاف المؤقتة، والتي أكملت ولايتها اعتباراً من 30 يونيو/حزيران 2004) بتاريخ 18 يوليو/تموز 2004 هو كما يلي:
- الطلب اليومي على الكهرباء: 6400 ميجاواط
- متوسط الإنتاج اليومي: 4,470 ميجاواط
- يبلغ الطلب على الكهرباء في ذروة الصيف 6800-7500 ميجاواط؛ ولا يمكن تلبية ما نسبته 35% إلى 40% من الطلب على الكهرباء في ذروة الصيف في الوقت الحاضر.

يؤثر نقص الكهرباء بشكل أشد على الفئات الأكثر ضعفاً في المجتمع العراقي ويزيد من معدلات الإصابة بالأمراض والوفيات بينهم.
يجب مواصلة الجهود الجارية واتخاذ إجراءات جديدة لزيادة إمدادات الكهرباء. إضافةً إلى ذلك، شهدت أعمال إعادة الإعمار الجارية تأخيرات كبيرة، ومن المتوقع حدوث المزيد من الاختناقات الأمنية. لا تزال بغداد، المدينة التي يبلغ عدد سكانها 6 ملايين نسمة (ثلث سكان العراق)، تخضع لفصل مبرمج للأحمال الكهربائية بشكل مستمر (3 ساعات تشغيل و3 ساعات انقطاع تقريبًا).
غالبًا ما يتفاقم هذا الوضع بسبب أحداث غير متوقعة. على سبيل المثال، في 2 يونيو/حزيران و26 يوليو/تموز 2004، انقطعت الكهرباء عن أجزاء من بغداد لمدة 16 و21 ساعة على التوالي.
وقعت هذه الأحداث في طقس شديد الحرارة. في بلدٍ تبلغ نسبة من هم دون سن الخامسة عشرة 39.7% من سكانه، فإن هذه الأحداث لا تُغفل، والحاجة إلى زيادة سعة توليد الكهرباء إلى الشبكة الكهربائية ملحة للغاية.
قبل الحرب، كانت بغداد تتمتع بتيار كهربائي يتراوح بين 16 و24 ساعة يوميًا، وكانت تُفضّل توزيعه. أما بقية العراق، فكانت تحصل على 4-8 ساعات من الكهرباء يوميًا.
بعد الحرب، لم تعد بغداد تتمتع بالأولوية، وبالتالي حصلت بغداد والبلاد ككل على ما معدله 15.5 ساعة من الكهرباء يومياً اعتباراً من فبراير/شباط 2010.

### إحصائيات
| سنة        | الاستهلاك السنوي للفرد | القدرة المركبة (ميغاواط) | الطلب | ذروة الطلب |
| ---------- | ---------------------- | ------------------------ | ----- | ---------- |
| 1955       |                        | 50                       |       |            |
| 1990       | 1700 كيلوواط ساعة      | 5100                     |       |            |
| 2003       | 900 كيلوواط ساعة       | 3300                     |       |            |
| يونيو 2003 | 700 كيلوواط ساعة       | 4470                     | 6400  | 7500       |
| 2006       |                        | 4280                     | 8180  |            |
| 2008       |                        | 6000                     | 10000 |            |
| 2010       |                        | 8000                     | 14000 |            |
| 2016       |                        | 13000                    | 21000 |            |

## توليد الكهرباء
تألفت القدرة المركبة لعام 1990 والبالغة 9295 ميجاواط من 120 وحدة لتوليد الطاقة في محطات توليد الطاقة الحرارية، والغازية، والكهرومائية المختلفة. وقد تضرر أو دمر ما يقرب من 70٪ من قدرة توليد الطاقة المثبتة في العراق خلال حرب الخليج عام 1991. وتضررت جميع محطات الطاقة الرئيسية وتأثر ما يقرب من 80٪ من وحدات توربينات الغاز. وبعد عام 1991، لم يتوفر سوى حوالي 50 وحدة، بسعة توليد تبلغ 2325 ميجاواط. وتوقفت أعمال البناء في ثلاث محطات طاقة حرارية كبيرة جديدة في اليوسفية والشمال والأنبار بسبب العقوبات التي تلت ذلك.
| نوع المحطة     | الرقم | تصنيف لوحة الاسم (ميغاواط) | التقييم الفعلي (ميغاواط) |
| -------------- | ----- | -------------------------- | ------------------------ |
| حراري          | 8     | 5,415                      | 1600                     |
| توربينات الغاز | 14    | 2,181                      | 650                      |
| هيدرو          | 7     | 2,518                      | 650                      |
| محطات الديزل   | 3     | 87                         | 87                       |
| المجموع        | 32    | 10,206                     | 3,137                    |

### محطات الطاقة الحرارية
بُنِيَت غالبية محطات الطاقة في العراق بين منتصف السبعينيات والثمانينيات، مع تشغيل عدد قليل من المحطات الصغيرة التي تعمل بالغاز في عام 2003. غالبية محطات الطاقة الحالية هي محطات حرارية تستخدم النفط الخام مدعومة بمحطات تعمل بالغاز والطاقة الكهرومائية.
- الدورة
- التاجي
- محطة الطاقة الحرارية في المسيب شُغِّلَت محطة الطاقة الحرارية في المسيب (4 وحدات بقدرة 300 ميجاواط) في عام 1987 مع توفير أجزاء رئيسية من معدات المحطة من قبل شركة هيتاشي اليابانية.
- محطة كهرباء اليوسفية بقدرة 660 ميجاواط
- محطة كهرباء الديوانية بقدرة 250 ميجاواط
- محطة كهرباء الرميلة 500 ميجاواط
- محطة كهرباء السماوة 60 ميجاواط بتكلفة 100 مليون دولار من اليابان

### محطات الطاقة الغازية
تقع محطة كهرباء القدس في منطقة الرشيدية شمال شرق بغداد وتضم 10 وحدات بقدرة 800 ميغاواط عند التشغيل الكامل.

### محطات الطاقة الكهرومائية
- سد الموصل
- سد حديثة
- سد دوكان
- سد دربنديخان

### الورادات
- الأردن، التعرفة هي 1 سنت أمريكي لكل كيلوواط ساعة
- تركيا، التعرفة 5.58 سنت أمريكي لكل كيلوواط ساعة
- إيران: اعتبارًا من يناير 2011، يستورد العراق 650 ميجاوات من الكهرباء من إيران.[14]
- الكويت[15]

ومن المقرر أن يزداد الاستيراد من قطاع الكهرباء في تركيا بحلول عشرينيات القرن الحادي والعشرين.

### مولدات الديزل المحلية
هذه إما مولدات صغيرة لسعة منزل أو كبيرة بما يكفي لتزويد مجموعة من المنازل داخل الحي بالطاقة مقابل رسوم شهرية تبلغ 14.2 سنتًا أمريكيًا/كيلوواط ساعة.

## مشاريع إعادة إعمار العراق
اعتبارًا من يونيو 2014، أنفق العراق حوالي 27 مليار دولار أمريكي بين عامي 2003 و2012 لإعادة تأهيل قطاع الطاقة بعد عقود من الحرب والعقوبات، لكن الفساد المنتشر في البلاد أعاق جهود التنمية واستمر انقطاع التيار الكهربائي. في عام 2005، قدر البنك الدولي أن 12 مليار دولار أمريكي ستكون مطلوبة للترميم على المدى القريب، وقدرت وزارة الكهرباء أن 35 مليار دولار أمريكي ستكون ضرورية لإعادة بناء النظام بالكامل.
- عقد جنرال إلكتريك PPHM بقيمة 3 مليارات دولار أمريكي. بموجب هذا العقد، ستوفر جنرال إلكتريك للطاقة توربينات غاز متعددة الوقود قادرة على توليد 7000 ميغاواط من الكهرباء.[20]
- إعادة تأهيل طارئة لمحطة كهرباء المسيب-المرحلة الثانية، موقعها على مستوى البلاد، بتكلفة 33 مليون دولار أمريكي. مدة المشروع 24 شهرًا، تاريخ البدء: يونيو 2005، تاريخ الانتهاء: يونيو 2009.[21]
- محطة كهرباء الهارثة، البصرة، مشروع سيعمل على مضاعفة إنتاج محطة الهارثة من 400 ميغاواط إلى 800 ميغاواط، وتقدر التكلفة الإجمالية للمشروع بنحو 150 مليون دولار أمريكي بتمويل من البنك الدولي.[22]
- محطة كهرباء الدورة؛ إعادة تأهيل الوحدتين 5 و6 (توربين بخاري، 160 ميغاواط لكل منهما) 90.8 مليون دولار أمريكي JO-03-037-08 من قبل شركة بيكتل، ومساعدة الموظفين والتدريب لوزارة الكهرباء 80 مليون دولار أمريكي JO-04-503-03.[23]
- مشروع الطاقة الكهرومائية الطارئ في دوكان ودربندخان بتكلفة 37.5 مليون دولار أمريكي.[24]
- في أكتوبر 2010، أُعلن أن شركة الطاقة التركية، جاليك إنرجي، قد وقعت عقدًا بقيمة 445 مليون دولار أمريكي مع الحكومة العراقية لبناء محطة توليد كهرباء في الخيرات، مدينة كربلاء في وسط العراق. وتبلغ القدرة التوليدية للمحطة 1250 ميجاواط.[25][26][27]
- في أكتوبر 2010، فازت شركة إينكا للإنشاءات بعقد بقيمة 267.5 مليون دولار أمريكي لبناء محطة طاقة وتركيب ستة توربينات في محافظة نينوى في شمال العراق.[26]
- في أكتوبر 2010، أعلنت وزارة الكهرباء أن شركة "إيسترن لايتس" ستقوم بتثبيت أربعة توربينات في محطة قائمة في بغداد بموجب عقد بقيمة 204.8 مليون دولار أمريكي.[26]
- قامت شركة تافانير الإيرانية ببناء محطة كهرباء الصدر، وتعمل حاليًا على توسعتها إلى 640 ميغاواط. كما تخطط إيران لبناء 2000 ميغاواط من الطاقة المركبة في العراق، وزيادة صادراتها إلى العراق إلى 1250 ميغاواط بحلول صيف 2012.[28][29][30][31]

## اقتصاديات قطاع الكهرباء في العراق
تشير تقديرات صندوق النقد الدولي إلى أنه في عام 2020 أُصدِرَت فواتير لأقل من نصف الكهرباء الموردة ودُفِعَ أقل من ربعها.
يواجه قطاع الكهرباء في العراق تحدياتٍ كبيرة تتعلق بالعرض والطلب والبنية التحتية والاستدامة المالية. وتتفاقم هذه التحديات بفعل السياق التاريخي للبلاد، من صراع وعقوبات وعدم استقرار مستمر.

### تحصيل الإيرادات والدعم
يُعد تحصيل الإيرادات تحديًا اقتصاديًا كبيرًا يواجه قطاع الكهرباء في العراق. ووفقًا لصندوق النقد الدولي ، في عام 2020، لم تُدفع فواتير الكهرباء المُقدمة إلا بأقل من نصفها، ولم يُسدد منها فعليًا سوى أقل من ربع المبلغ المُطالب به. ويُعزى هذا المعدل المنخفض من تحصيل الإيرادات جزئيًا إلى الدعم واسع النطاق الذي يُبقي أسعار الكهرباء منخفضة بشكل مُصطنع. ويؤدي هذا الدعم إلى زيادة الاستهلاك وتقليل حوافز الاستخدام الكفؤ.

### احتياجات الاستثمار والتمويل
قدرت وزارة الكهرباء العراقية أن إعادة بناء منظومة الكهرباء بالكامل تتطلب حوالي 35 مليار دولار أمريكي. وأشار البنك الدولي أيضًا إلى أن جهود الترميم على المدى القريب وحدها ستتطلب 12 مليار دولار أمريكي. ورغم الاستثمارات الكبيرة منذ عام 2003، والتي بلغت حوالي 27 مليار دولار أمريكي بحلول عام 2012، لا يزال القطاع يعاني من تأخر في التطور بسبب عوامل مثل الفساد وسوء الإدارة والمشاكل الأمنية.

### المساعدات والعقود الدولية
وُقِّعَت العديد من العقود الدولية لتعزيز البنية التحتية للكهرباء في العراق:
- جنرال إلكتريك: لدى شركة جنرال إلكتريك عقد بقيمة 3 مليارات دولار أمريكي لتوفير توربينات غاز متعددة الوقود قادرة على توفير 7000 ميجاوات من الكهرباء.
- البنك الدولي: تمويل مشاريع مثل مضاعفة إنتاج محطة كهرباء الهارثة في البصرة من 400 ميغاواط إلى 800 ميغاواط، بتكلفة 150 مليون دولار.
- شركة جاليك انيرجي التركية: وقعت عقدا بقيمة 445 مليون دولار لبناء محطة توليد كهرباء في الخيرات بكربلاء بطاقة توليد تبلغ 1250 ميغاواط.
- شركة إينكا للإنشاءات: حصلت على صفقة بقيمة 267.5 مليون دولار أمريكي لبناء محطة كهرباء وتركيب ستة توربينات في محافظة نينوى.

### الديناميكيات المحلية والإقليمية
- مولدات الديزل المحلية: نظرًا لعدم موثوقية شبكة الكهرباء، يعتمد العديد من المستهلكين على مولدات الديزل المحلية، وهي أغلى ثمنًا. قد تصل تكلفة الكهرباء من هذه المولدات إلى 14.2 سنتًا أمريكيًا للكيلوواط/ساعة.
- الواردات: يستورد العراق الكهرباء من الدول المجاورة، بما فيها إيران والأردن وتركيا. على سبيل المثال، استورد العراق 650 ميجاواط من إيران اعتبارًا من يناير/كانون الثاني 2011.

### الجهود المبذولة لتحسين الكفاءة
لمعالجة أوجه القصور، تعمل الحكومة على تنفيذ العديد من مشاريع الإصلاح وإعادة الإعمار. إلا أن هذه الجهود غالبًا ما تُعيقها التحديات اللوجستية، والمخاوف الأمنية، والحاجة إلى موارد مالية كبيرة.